# ジョージ・チャーチウォード
ジョージ・ジャクソン・チャーチウォード（英語: George Jackson Churchward、CBE、1857年1月31日 - 1933年12月19日）は、イギリスの鉄道技術者で、グレート・ウェスタン鉄道（GWR）の主任技師長を1902年から1922年まで務めた。

## 初期の経歴
チャーチウォードは、彼の先祖が1457年以来大地主であった、デヴォンのストーク・ガブリエルに生まれ、トトネスグラマースクールで教育を受けた。彼はサウス・デヴォン鉄道のニュートン・アボット工場、続いてグレート・ウェスタン鉄道のスウィンドン工場でジョセフ・アームストロングの下で、見習いをした。スウィンドンでは、彼は製図工から客車作業のマネージャーなどいくつかのポジションを経て、1897年にウィリアム・ディーンの主任助手に任命された。主任助手を5年務めた後、ディーンの後を継いで機関車総監督に就任した。
1900年には、彼はスウィンドン市長にも就任している。

## 主任技師長
19世紀から20世紀初頭にかけて、鉄道会社は激しく競争を繰り広げていた。速度は収入につながるが、その速度は技術に依存していた。チャーチウォードはスウィンドン工場から、一流で革新的な機関車をグレート・ウェスタン鉄道に送り出した。ほぼ間違いなく、1900年代初めから1920年代にかけて、グレート・ウェスタン鉄道の2シリンダーあるいは4シリンダーの車軸配置4-6-0の機関車の設計は、他のイギリスの鉄道会社のどの形式よりも本質的に優れていた。ある機会に、グレート・ウェスタン鉄道の取締役はチャーチウォードを問いただし、なぜチャーチウォード設計のスター級の2両分の値段で、ロンドン・アンド・ノース・ウェスタン鉄道（LNWR）は3両の車軸配置4-6-0の機関車を造ることができるのか知りたいと述べたことがある。伝えられるところによれば、チャーチウォードはこれに対して簡潔に「こちらの1両で向こうのいまいましい2両に打ち勝てる牽引力があるからさ」と答えたという。
チャーチウォードは、当時のGWRにとって最重要路線といえた、プリマスに向かうウェスト・イングランドの本線の、サウス・デヴォンの丘陵地帯、デイントン、ラッテリー、ハマードンといったあたりで粘着力を最大化するため、従輪の付いていない機関車を好んでいた。グレート・ウェスタン鉄道のすべての路線を走るために課せられた重量と寸法の制限のために、彼は狭火室ながら燃焼効率の良い火室を設計した。高いボイラー圧力と過熱器を組み合わせることで、サウス・ウェールズの炭鉱から掘り出された高い発熱量のある高品質の石炭を効率的に使用することができた。他の改良点としては、ボイラーにかかる負荷を低減するために、上部に取り付けられたクラック弁の下に給水分配トレイを取り付けたことや、摩耗を減らすために軸受面積を大きくしたことなどがある。
チャーチウォードはまた、客車の設計も進歩させた。彼はグレート・ウェスタン鉄道で最初の鋼製屋根を備えた客車を導入した。
チャーチウォードは、アメリカ合衆国とフランスの蒸気機関車の事例から、いくつかの改良点をイギリスに導入したとされている。そうして導入された中には角張ったベルペア式火室を備えたテーパー式ボイラーや、シリンダーとサドルを半分ずつ一体鋳造することなどがある。また、急行用機関車においてシリンダーを台枠の左右外側に配置するという彼の選択も、当時のイギリスでは標準的な方法ではなかった。もちろん、イギリスの事例の多くの要素もそのまま保持された。彼の設計した機関車はほとんどの部分でイギリス流の板台枠を採用しており、乗務員もまたイギリス流のやり方に適応していた。またドームのないボイラーの選択も、アメリカよりはイギリスで一般的なことであった。
更に重要なこととして、チャーチウォードは機関車設計の規格化、部品の共通化を強力に推進した。彼は先に挙げた一体鋳造シリンダーブロックについてその行程と直径、それに気筒数によって幾つかの標準設計品を用意し、用途や要求される性能に応じてそれらから適切なものを選択、それを標準化された設計の台枠に取り付け、さらに同様に性能に応じサイズを規格化されたボイラーの中から適切な性能のものを選んで搭載することで、イージーオーダー的に要求性能を満たす機関車を用意できる様にしていた。こうした設計を採用することで、後から設計された新型ボイラーやシリンダーブロックに交換することにより、古い設計の機関車を比較的容易に最新仕様の高性能機へアップデートしたり、用途を喪った古い機関車2形式から必要な部品を抽出・組み合わせることで求められる用途に適した機関車を新造せずに用意することができた。
1922年にチャーチウォードは引退し、チャールズ・コレットが彼の優秀で標準化された設計という遺産を引き継いだ。これらの設計は、蒸気機関車の時代が終わるまでイギリスの蒸気機関車の方針に影響を与えた。ロンドン・ミッドランド・アンド・スコティッシュ鉄道 (LMS) が造った多くの形式や、50年も後になってからイギリス国鉄が造った形式でさえも、明らかにチャーチウォードの基本設計の発展形であった。LMSの5形「ブラックファイブ」や、その改良後継機種にあたるイギリス国鉄5形は、その基本設計が1902年に最初の試作車が製作されたチャーチウォードの2900形（セイント級）に由来している。
チャーチウォードの名前は、ストーク・ガブリエルのサッカークラブのホームグラウンドに付けられている。
イギリス国鉄西部局の47形ディーゼル機関車のD1664号（後の47079号）は、1965年2月に納入された時点で「ジョージ・ジャクソン・チャーチウォード」と名付けられていた。1979年3月にG.J.チャーチウォードに改称され、1987年10月に名前を外された。

### シティ・オブ・トゥルーロ
チャーチウォードが初めて成功を収めて世界的な認識を得た最初の形式が、車軸配置4-4-0の3700形（シティ級）で、まもなく世界的に有名となった。3700形の1両、「シティ・オブ・トゥルーロ」は、事実と証明されているわけではないが、1904年に世界で初めて時速100マイル（約160 km/h）での列車牽引を実現した機関車となったのである。その後チャーチウォードは、3800形（カウンティ級）、そして4000形（スター級）の製造に向かうことになった。

## 死去
チャーチウォードは1922年に引退したが、スウィンドンの鉄道路線近くにグレート・ウェスタン鉄道が所有する住宅に住み続け、会社のことに関心を持ち続けた。彼は結婚したことはなかった。1933年12月19日、目が悪くなり耳の聞こえも悪くなっていたチャーチウォードは、下りの通過線の不完全に敷設された枕木を調べているときに、4085号「バークリー・キャッスル」牽引のパディントン発フィッシュガード行き急行列車にはねられて死亡した。機関車は、チャーチウォード設計のスター級からコレットが発展させた成功作の4073形（キャッスル級）であった。
彼はスウィンドン旧市街のクライスト教会に葬られた。